# Ay, Dios mío!
«Ay, Dios mío!» es una canción de la cantante colombiana de reguetón Karol G. Fue lanzada el 9 de julio de 2020 a través de la disquera Universal Music Latino, como sencillo de su tercer álbum de estudio KG0516 (2021). La canción fue escrita por Karol G, Keityn y Ovy on the Drums. Alcanzó el número 10 en la lista Hot Latin Songs de Billboard en agosto de 2020, y encabezó la lista Latin Airplay en octubre.

## Recepción comercial
«Ay, dios mío!» debutó en el puesto 94 del Billboard Hot 100 en la publicación del 10 de octubre de 2020. En la misma semana, estuvo acumulando una audiencia radial de 11 millones de oyentes (un 30% más que la semana anterior), alcanzando la cima del ranking Latin Airplay, elaborado por Billboard. Se ha convertido así en la octava canción de Karol G en alcanzar el número uno y la primera interpretada por una mujer solista por la canción «Me gusta» de Natti Natasha en 2019.

## Posicionamiento en listas

### Listas semanales
| Listas (2020)                                   | Mejor posición |
| ----------------------------------------------- | -------------- |
| Argentina (Argentina Hot 100)                   | 2              |
| Estados Unidos (Billboard Hot 100)              | 94             |
| Estados Unidos (Hot Latin Songs)                | 5              |
| Estados Unidos (Billboard Air Play)             | 1              |
| Estados Unidos (Latin Pop Airplay)              | 1              |
| Estados Unidos (Billboard Latin Rhythm Airplay) | 1              |
| Global 200 (Billboard)                          | 25             |

### Listas anuales
| Listas (2020)                              | Posición |
| ------------------------------------------ | -------- |
| Argentina Airplay (Monitor Latino)         | 52       |
| Estados Unidos Hot Latin Songs (Billboard) | 24       |
| Venezuela (Monitor Latino)                 | 20       |

## Historial de lanzamiento
| Región | Fecha              | Formato          | Etiqueta               | Ref.   |
| ------ | ------------------ | ---------------- | ---------------------- | ------ |
| Varios | 6 de julio de 2020 | Descarga digital | Universal Music Latino | [ 17 ] |